# 信義郷

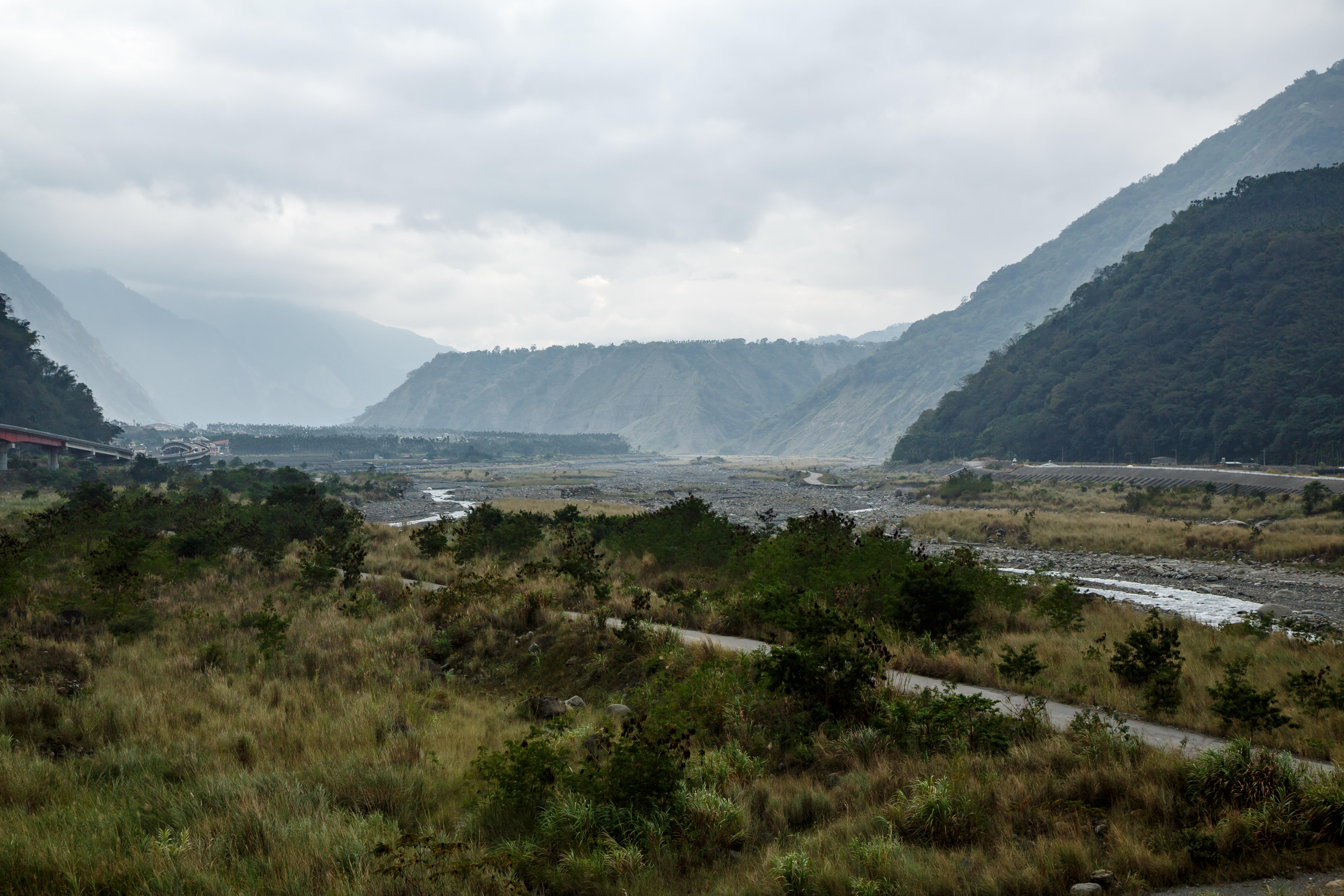
自強村内の陳有蘭渓

信義郷（シンイー/しんぎ-きょう）は台湾南投県の郷。

## 地理
信義郷は南投県の東部に位置し、北は仁愛郷及び魚池郷と、東は花蓮県万栄郷及び卓渓郷と、西は水里郷、鹿谷郷、竹山鎮と、南西は嘉義県阿里山郷と、南は高雄市桃源区と接し、県内最大の面積の郷鎮であり、全国でも第2位となっている。信義郷は中央山脈及び玉山山脈上に位置し、台湾最高峰の玉山を域内に含む。
人口構成比では漢人と原住民が同率で居住しており、原住民の中ではブヌン族が95%と最も多く、ツォウ族は僅かに5%のみの存在となっている。

## 行政区
| 地区       | 村                                                                             |
| ---------- | ------------------------------------------------------------------------------ |
| 濁水渓線   | 地利村、双龍村、潭南村、人和村                                                 |
| 陳有蘭渓線 | 明徳村、愛国村、自強村、豊丘村、新郷村、望美村、羅娜村、同富村、東埔村、神木村 |

## 歴代郷長
| 代 | 氏名 | 任期 |
| -- | ---- | ---- |

## 教育

### 国民中学
- 南投県立信義国民中学
- 南投県立同富国民中学

## 交通

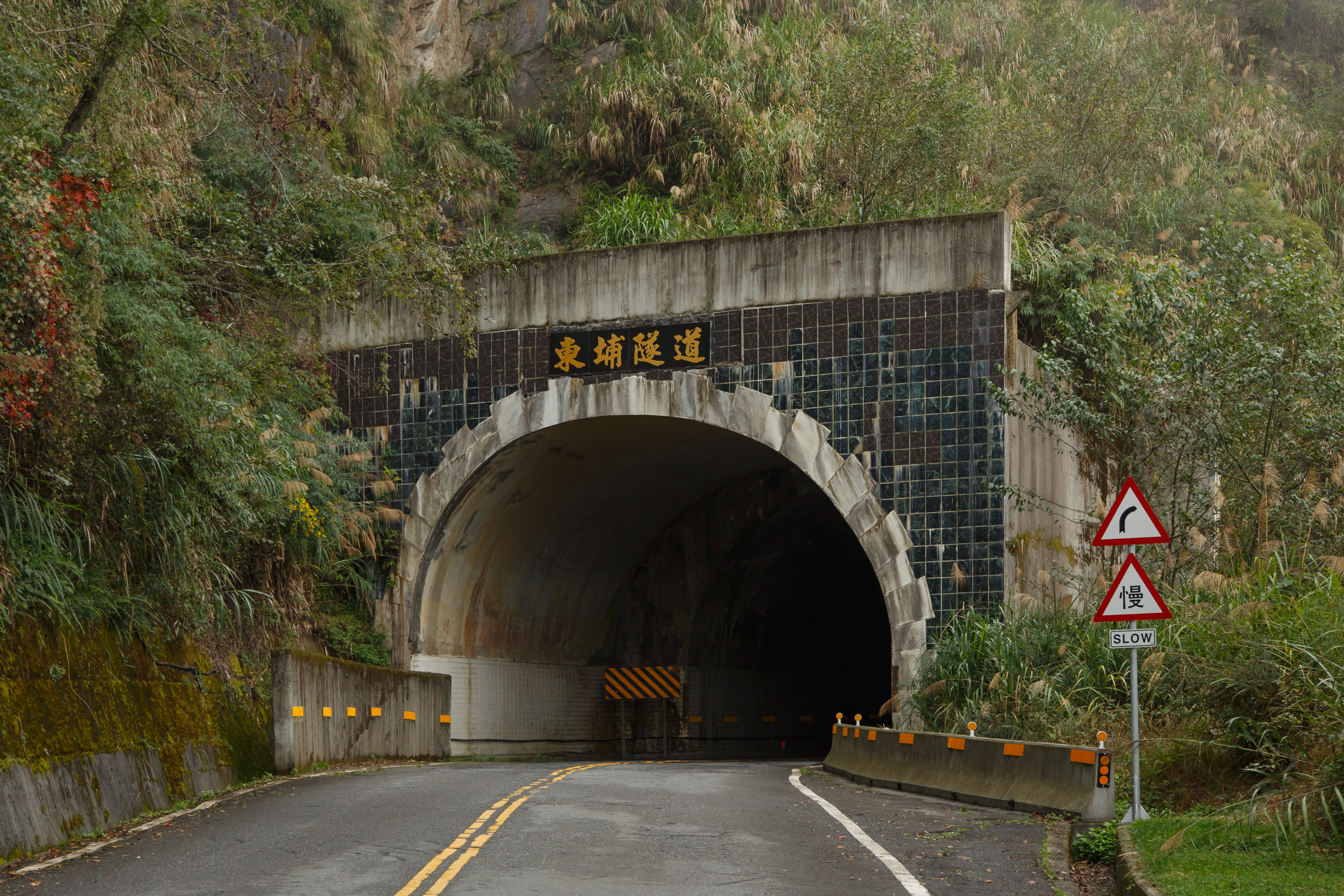
台21線の東埔トンネル

| 種別 | 路線名称 | その他   |
| ---- | -------- | -------- |
| 鉄道 | 祝山線   | 対高岳駅 |
| 省道 | 台16線   |          |
| 省道 | 台18線   |          |
| 省道 | 台21線   |          |

## 観光
- 玉山国家公園
- 秀姑巒山
- 八通関・八通関古道
- 風櫃斗
- 東埔温泉
- 彩虹瀑布
- 雲龍瀑布（中国語版）
- 七彩湖（中国語版）
- 父不知子断崖
- 木瓜坑瀑布（中国語版）
- 塔塔加夫妻神木
- 金門峒断崖（中国語版）